# Lillian Russell (filme)
Lillian Russel (no Brasil, A Bela Lillian Russel) é um filme de drama de 1940 dirigido por Irving Cummings e protagonizado por Alice Faye, Don Ameche e Henry Fonda. É baseado na vida da cantora e atriz Lillian Russell.

## Sinopse
História da artista Lillian Russel desde quando foi descoberta por um líder de uma banda chamado Tony Pastor em 1890 até sua aposentadoria em 1912 quando ela se casa com um jornalista chamado Alexander Moore.

## Produção
Este filme teve cenas rodadas em locações em Santa Barbara, e em Pasadena, Califórnia, locais onde a verdadeira Lillian Russel costumava passar suas férias. A figurinista Madame Rosa Binner, responsável por projetar o espartilho cravejado de diamantes usado no filme, também desenhou na vida real figurinos originais para Russel. Segundo um artigo publicado pelo New York Times em 1939, Darryl F. Zanuck comprou o contrato que Alice Faye tinha com uma rádio local da cidade, porque ele acreditava que as frequentes aparições por estrelas de cinema no rádio contribuía para a queda das receitas de bilheteira de seus filmes. A atriz Jeanette MacDonald foi considerada para o papel Lilian Russell. A música "The Last Rose of Summer" interpretada por Faye foi cortada na edição final do filme.
Richard Day e Joseph C. Wright foram nomeados para o Oscar de Melhor Direção de Arte por seu trabalho no filme. Em outubro de 1940, o Lux Radio Theater apresentou uma versão do filme, estrelando Alice Faye e Victor Mature.

## Elenco
- Alice Faye - Helen Leonard / Lillian Russell
- Don Ameche - Edward Solomon
- Henry Fonda - Alexander Pollock Moore
- Edward Arnold - Diamond Jim Brady
- Warren William - O Famoso J.L. - Jesse Lewisohn
- Leo Carillo - Tony Pastor
- Helen Westley - Vó Leonard
- Dorothy Peterson - Cynthia Leonard
- Ernest Truex - Charles Leonard
- Nigel Bruce - William S. Gilbert
- Claud Allister - Arthur Sullivan

## Ficha técnica
- Estúdio: 20th Century Fox
- Distribuição: 20th Century Fox
- Direção: Irving Cummings
- Roteiro: William Anthony McGuire
- Produção: Darryl F. Zanuck
- Fotografia: Leon Shamroy
- Direção de Arte: Richard Day e Joseph C. Wright
- Figurino: Travis Banton
- Edição: Walter Thompson

## Prêmios e indicações
Academy Awards (EUA) (1941)
- Recebeu uma indicação na categoria de "Melhor Direção de Arte - Preto e Branco".[2]